# Éjjeli napfény
Az Éjjeli napfény (eredeti cím: Midnight Sun) 2018-ban bemutatott amerikai romantikus filmdráma, amely a 2006-os A Song to the Sun című japán film alapján készült. A filmet Scott Speer rendezte és Eric Kirsten írta, a főszerepben pedig Bella Thorne, Patrick Schwarzenegger és Rob Riggle látható.
A forgatás 2015. október 12-én kezdődött a kanadai Vancouverben (Brit Columbia). A filmet az Amerikai Egyesült Államokban 2018. március 23-án mutatták be, Magyarországon 2018. április 19-én a Freeman Film forgamazásában.

## Cselekmény
A 17 éves Katie Price egy ritka betegséggel rendelkezik: a legkisebb mennyiségű napfény is halálos lehet a számára. Napközben muszáj a házban maradnia, így társasága megözvegyült apja és egyetlen, legjobb barátnője. Katie világa csak azután teljesedik ki, hogy lement a nap: ilyenkor a gitárja társaságában a helyi pályaudvaron játszik a jövő-menő utasoknak.
Charlie Reed valaha sztáratléta volt, és az életében most épp nagy változások vannak készülőben – ő az a fiú, akiért Katie a távolból titokban már évek óta rajong. Miután egy este meglátja a gitározó lányt, a sorsaik összeforrnak, és egy csillagokon átívelő szerelem veszi kezdetét.
Miközben támogatják egymást céljaik elérésében, és egymásba szeretnek a nyári éjszakák leple alatt, Katie és Charlie között olyan szoros összeköttetés alakul ki, ami elég erős ahhoz, hogy megváltoztassa őket – és mindenki mást is körülöttük –, örökre.

## Szereplők
- Bella Thorne – Katherine „Katie” Price
- Patrick Schwarzenegger – Charles „Charlie” Reed
- Rob Riggle – Jack Price
- Quinn Shephard – Morgan
- Suleka Mathew – Dr. Paula Fleming
- Nicholas Coombe – Garver
- Ken Tremblett – Mark Reed
- Jennifer Griffin – Barb Reed
- Tiera Skovbye – Zoe Carmichael
- Austin Obiajunwa – Owen
- Alex Pangburn – Wes
- Paul McGillion – Blake Jones

## Filmzene
| Midnight Sun (Original Motion Picture Soundtrack) track listing | Midnight Sun (Original Motion Picture Soundtrack) track listing | Midnight Sun (Original Motion Picture Soundtrack) track listing | Midnight Sun (Original Motion Picture Soundtrack) track listing | Midnight Sun (Original Motion Picture Soundtrack) track listing | Midnight Sun (Original Motion Picture Soundtrack) track listing | Midnight Sun (Original Motion Picture Soundtrack) track listing | Midnight Sun (Original Motion Picture Soundtrack) track listing | Midnight Sun (Original Motion Picture Soundtrack) track listing | Midnight Sun (Original Motion Picture Soundtrack) track listing |
| #                                                               | Cím                                                             | Előadó(k)                                                       | Hossz                                                           |                                                                 |                                                                 |                                                                 |                                                                 |                                                                 |                                                                 |
| --------------------------------------------------------------- | --------------------------------------------------------------- | --------------------------------------------------------------- | --------------------------------------------------------------- | --------------------------------------------------------------- | --------------------------------------------------------------- | --------------------------------------------------------------- | --------------------------------------------------------------- | --------------------------------------------------------------- | --------------------------------------------------------------- |
| 1.                                                              | Burn So Bright                                                  | Bella Thorne                                                    | 3:22                                                            |                                                                 |                                                                 |                                                                 |                                                                 |                                                                 |                                                                 |
| 2.                                                              | Reaching                                                        | Thorne                                                          | 2:44                                                            |                                                                 |                                                                 |                                                                 |                                                                 |                                                                 |                                                                 |
| 3.                                                              | Warsaw                                                          | Morgan Kibby                                                    | 3:52                                                            |                                                                 |                                                                 |                                                                 |                                                                 |                                                                 |                                                                 |
| 4.                                                              | What's Real                                                     | Waters                                                          | 3:27                                                            |                                                                 |                                                                 |                                                                 |                                                                 |                                                                 |                                                                 |
| 5.                                                              | Stockholm                                                       | Adriel                                                          | 3:14                                                            |                                                                 |                                                                 |                                                                 |                                                                 |                                                                 |                                                                 |
| 6.                                                              | Sweetest Feeling                                                | Thorne                                                          | 2:07                                                            |                                                                 |                                                                 |                                                                 |                                                                 |                                                                 |                                                                 |
| 7.                                                              | Walk with Me                                                    | Thorne                                                          | 3:24                                                            |                                                                 |                                                                 |                                                                 |                                                                 |                                                                 |                                                                 |
| 8.                                                              | Where I Stand                                                   | Wray                                                            | 3:23                                                            |                                                                 |                                                                 |                                                                 |                                                                 |                                                                 |                                                                 |
| 9.                                                              | Let the Light In                                                | Thorne                                                          | 3:18                                                            |                                                                 |                                                                 |                                                                 |                                                                 |                                                                 |                                                                 |
| 10.                                                             | Katie's House                                                   | Nate Walcott                                                    | 2:16                                                            |                                                                 |                                                                 |                                                                 |                                                                 |                                                                 |                                                                 |
| 11.                                                             | Mom's Guitar                                                    | Walcott                                                         | 1:36                                                            |                                                                 |                                                                 |                                                                 |                                                                 |                                                                 |                                                                 |
| 12.                                                             | I'm Old School Too                                              | Walcott                                                         | 0:52                                                            |                                                                 |                                                                 |                                                                 |                                                                 |                                                                 |                                                                 |
| 13.                                                             | Facts                                                           | Walcott                                                         | 0:42                                                            |                                                                 |                                                                 |                                                                 |                                                                 |                                                                 |                                                                 |
| 14.                                                             | Chili Party                                                     | Walcott                                                         | 0:40                                                            |                                                                 |                                                                 |                                                                 |                                                                 |                                                                 |                                                                 |
| 15.                                                             | Boat Dock Talk                                                  | Walcott                                                         | 1:18                                                            |                                                                 |                                                                 |                                                                 |                                                                 |                                                                 |                                                                 |
| 16.                                                             | Sailing Sounds Perfect                                          | Walcott                                                         | 1:15                                                            |                                                                 |                                                                 |                                                                 |                                                                 |                                                                 |                                                                 |
| 17.                                                             | Wanna Go out on a Real Date?                                    | Walcott                                                         | 1:23                                                            |                                                                 |                                                                 |                                                                 |                                                                 |                                                                 |                                                                 |
| 18.                                                             | I'm Not Swimming                                                | Walcott                                                         | 1:22                                                            |                                                                 |                                                                 |                                                                 |                                                                 |                                                                 |                                                                 |
| 19.                                                             | Skinny Dip Kiss                                                 | Walcott                                                         | 1:58                                                            |                                                                 |                                                                 |                                                                 |                                                                 |                                                                 |                                                                 |
| 20.                                                             | Sunrise                                                         | Walcott                                                         | 1:58                                                            |                                                                 |                                                                 |                                                                 |                                                                 |                                                                 |                                                                 |
| 21.                                                             | Triggering Event                                                | Walcott                                                         | 1:35                                                            |                                                                 |                                                                 |                                                                 |                                                                 |                                                                 |                                                                 |
| 22.                                                             | That Would Be Fine                                              | Walcott                                                         | 0:54                                                            |                                                                 |                                                                 |                                                                 |                                                                 |                                                                 |                                                                 |
| 46:29                                                           |                                                                 |                                                                 |                                                                 |                                                                 |                                                                 |                                                                 |                                                                 |                                                                 |                                                                 |

## Bemutató
2016 októberében az Open Road Films megvásárolta a film forgalmazási jogait. Eredetileg 2017. július 14-re tervezték, de aztán 2018. március 23-ra tűzték ki a bemutatót.

### Bevétel
A film 9,6 millió dolláros bevételt hozott az Amerikai Egyesült Államokban és Kanadában, és 17,8 millió dollárt más területeken, összesen világszerte 27,4 millió dolláros bevételt hozott. Az Egyesült Államokban az Éjjeli napfény a Tűzgyűrű: Lázadás, a Sherlock Gnomes, a Tébolyult és a Pál, Krisztus Apostola című filmekkel együtt került a mozikba, és a nyitóhétvégén 2173 moziból 5 millió dollár körüli bevételt vártak. Végül 4 millió dollárral debütált, és a 10. helyen végzett a kasszasikerlistán. A második héten 54%-kal 1,8 millió dollárral esett vissza.

## Fordítás
- Ez a szócikk részben vagy egészben  a   Midnight Sun (2018 film) című angol Wikipédia-szócikk fordításán alapul.  Az eredeti cikk szerkesztőit annak laptörténete sorolja fel. Ez a jelzés csupán a megfogalmazás eredetét és a szerzői jogokat jelzi, nem szolgál a cikkben szereplő információk forrásmegjelöléseként.